# Union sportive d'Ivry
L'Union sportive d'Ivry handball è una squadra di pallamano francese avente sede a Ivry-sur-Seine.

Il club è stato fondato nel 1947 ed attualmente milita in Division 1 del campionato francese.

Nella sua storia ha vinto 8 campionati francesi e 1 Coppa di Francia.

Disputa le proprie gare interne presso il Gymnase Auguste-Delaune di Ivry-sur-Seine il quale ha una capienza di 1.500 spettatori.

## Palmarès

### Trofei nazionali
- Campionato francese: 8

- 1962-63, 1963-64, 1965-66, 1969-70, 1970-71, 1982-83, 1996-97, 2006-07

- Coppa di Francia: 1

- 1995-96